# کامنکا، اوبلاست پنزا
شهر کامنکا، اوبلاست پنزا (به روسی: Каменка) در کشور روسیه و در اوبلاست پنزا واقع شده‌است.